# Anja Ignatius

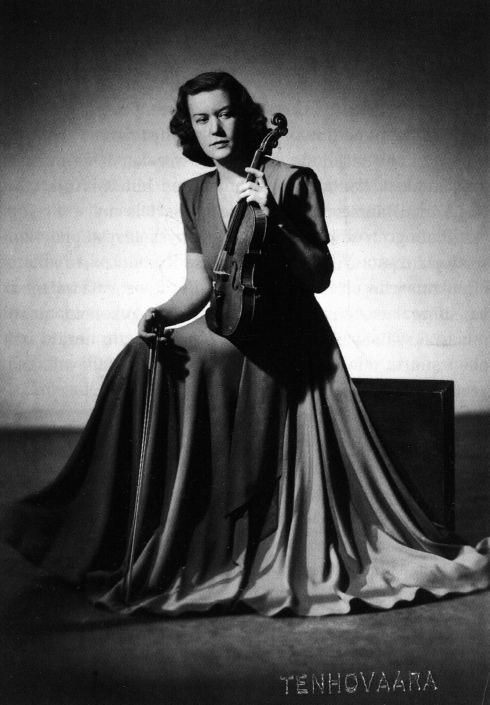
Anja Ignatius

Anja Ignatius (Anja Hirvensalo, * 2. Juli 1911 in Tampere; † 10. April 1995 in Helsinki) war eine finnische Geigerin und Musikpädagogin.
Ignatius hatte ab dem fünften Lebensjahr Violinunterricht, zunächst bei Ilmari Weneskoski und Gennaro Romano, ab 1925 am Conservatoire de Paris und von 1927 bis 1929 bei Otakar Ševčík. Auf Vermittlung von Bruno Walter absolvierte sie schließlich ein Postgraduiertenstudium bei Carl Flesch in Berlin.
Als Geigerin debütierte Ignatius 1926 in Helsinki. 1930 trat sie in Berlin mit Giuseppe Tartinis Teufelstrillersonate und ausgewählten Stücken von Jean Sibelius auf. Im gleichen Jahr spielte sie für den Schwedischen Rundfunk Sibelius’ Violinkonzert, wobei ihr der Komponist selbst Hinweise zur Aufführung gab. 1938–39 unternahm Ignatius eine Konzerttournee durch die USA mit dem Boston Symphony Orchestra, im Januar 1943 spielte sie mit dem Städtischen Orchester Berlin eine Aufnahme von Sibelius’ Violinkonzert ein, Dirigent war Sibelius Schwager Armas Järnefelt.
Von 1953 bis 1961 leitete Ignatius das Helsinki Quartet. Von 1955 bis 1978 war sie Professorin für Violine an der Sibelius-Akademie in Helsinki. 1958 spielte sie die finnische Uraufführung von Alban Bergs Violinkonzert. 1978 wurde sie mit dem Staatspreis für Tonkunst ausgezeichnet.